# Tomás Berreta
Tomás Berreta Gandolfo (Montevideo, 22 novembre 1875 – Montevideo, 2 agosto 1947) è stato un politico uruguaiano.
È stato Presidente dell'Uruguay dal 1º marzo al 2 agosto 1947, giorno della sua morte.